# Prionotus evolans
Prionotus evolans är en bottenfisk i familjen knotfiskar (Triglidae) som finns i västra Atlanten. 

## Utseende
Arten är mycket lik den nära släktingen Prionotus carolinus och har som alla knotfiskar en avlång kropp med stort, benklätt huvud. Detta är emellertid plattare än hos P. carolinus, munnen är bredare, sidorna är rödaktiga till olivbruna, stjärtfenan tvärt avhuggen och bröstfenorna brunaktiga med tunna, vågiga tvärlinjer i annan nyans och svart, undre del. Under den mörka sidolinjen har den en andra, mörk strimma som löper parallellt med denna. Längden kan som mest nå upp till 40 cm, och vikten till 1,55 kg.

## Vanor
Arten är en bottenfisk som lever från flodmynningar med bräckvatten ut till öppet hav, gärna över sandbotten och intill rev. Den kan gå ned till åtminstone 145 meters djup, men håller sig vanligen mellan 20 och 65 meter.
Födan består av kräftdjur och fiskar.

## Utbredning
Prionotus evolans finns i västra Atlanten utanför Nordamerikas kust från Nova Scotia i Kanada till norra Florida i USA. Den är dock sällsynt norr om Cape Cod.

## Betydelse för människan
Arten fiskas kommersiellt, främst som bifångst till annat fiske, och används förutom till människoföda som industrifisk och till djurfoder. Sportfiske förekommer också.